# Interwencja syberyjska

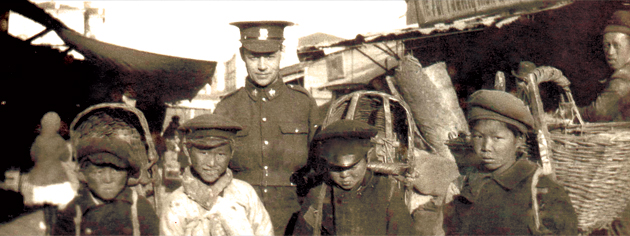
Kanadyjski żołnierz wraz z kilkoma chłopcami we Władywostoku

Interwencja syberyjska (ang. Siberian intervention) lub ekspedycja syberyjska (ang. Siberian expedition) – przerzucenie wojsk Ententy do Kraju Nadmorskiego w sierpniu 1918, będące częścią zagranicznej interwencji podczas wojny domowej w Rosji (1917–1922). Interwencja syberyjska miała za zadanie wesprzeć Białych przeciwko Czerwonym (bolszewikom).

## Siły alianckie

### Japonia
W lipcu 1918 prezydent Stanów Zjednoczonych Thomas Woodrow Wilson poprosił rząd Japonii o wsparcie militarne 7 tysiącami żołnierzy japońskich w ramach międzynarodowej koalicji wojskowej złożonej z 25 tysięcy żołnierzy, która miała wesprzeć Korpus Czechosłowacki. Po debacie w Zgromadzeniu Narodowym Japonii rząd premiera Masatakego Terauchiego postanowił wysłać 12 tysięcy żołnierzy, ale zastrzegł sobie dowodzenie własną armią które objął generał Yui Mitsue.

### Stany Zjednoczone
Amerykanie wysłali korpus ekspedycyjny pod nazwą Amerykańskie Siły Ekspedycyjne na Syberii (American Expeditionary Force Siberia) złożony z 7950 żołnierzy. Dowództwo nad korpusem objął generał major William S. Graves. Jednostka została utworzona z 27 i 31 Pułku Piechoty oraz z dużej ilości ochotników z 13 i 62 Pułku Piechoty.

### Kanada
Wojska kanadyjskie wyruszyły jako Kanadyjskie Siły Ekspedycyjne na Syberii (Canadian Siberian Expeditionary Force). Liczyły 4192 żołnierzy pod dowództwem generała majora Jamesa H. Elmsleya. Żołnierze ci brali udział w walkach z małymi grupami bolszewików, około 100 zostało przeniesionych do korpusu brytyjskiego w Omsku. Między kwietniem a czerwcem 1919 siły kanadyjskie zostały ostatecznie wycofane z Syberii.

### Włochy
Włochy wysłały Legion Wyzwolenia Syberii (Legione Redenta di Siberia) pod dowództwem majora Cosmy Manery, używający – wraz z Korpusem Czechosłowackim – zdobycznych pociągów pancernych do utrzymywania linii kolejowych. Legion Wyzwolenia Syberii działał głównie w Irkucku, Harbinie oraz we Władywostoku.

### Wielka Brytania
Wielka Brytania wysłała zaledwie 1500 żołnierzy którzy pochodzili z 9 Batalionu Pułku Hampshire oraz 25 Batalionu Pułku Middlesex.

## Wycofanie korpusów ekspedycyjnych
W końcu czerwca 1919 oddziały Armii Czerwonej przekroczyły Ural, zajmując 20 lipca 1919 Jekaterynburg i 24 lipca Czelabińsk, po czym front ustabilizował się do października. 14 listopada 1919 padł Omsk, a admirał Aleksandr Kołczak przeniósł rząd do Irkucka. 24 grudnia 1919 w Irkucku objęło władzę, powołane w tym dniu, eserowsko-mienszewickie Centrum Polityczne (Politcentr). Ogłosiło ono odsunięcie Kołczaka od władzy. 4 stycznia 1920 Kołczak ustąpił ze stanowiska – w pociągu, którym ewakuował się w kierunku zachodnim – i udzielił pełnomocnictwa generałowi Antonowi Denikinowi. Admirała mieli ochraniać żołnierze Korpusu Czechosłowackiego, któremu Ententa 7 stycznia 1920 powierzyła go pod opiekę. Jednak w zamian za zapewnienie swobody ewakuacji Korpusu przez rejon Irkucka oraz Bajkału jego dowództwo, w porozumieniu z głównodowodzącym siłami Ententy, francuskim generałem Janinem, wydało Kołczaka oraz ewakuowane przez niego carskie rezerwy złota Ośrodkowi Politycznemu. Po przejściu, 21 stycznia, irkuckiego Politcentru pod kontrolę bolszewików Aleksandr Kołczak został, 7 lutego 1920, po sześciodniowym śledztwie, rozstrzelany przez nich w Irkucku, bez procesu, na rozkaz z Moskwy.
W czerwcu 1920 Amerykanie, Brytyjczycy oraz pozostali partnerzy koalicji antybolszewickiej wycofali swe wojska ekspedycyjne z Władywostoku.
Na Syberii postanowiła zostać tylko Japonia, gdyż jej rząd uznał za konieczność walkę z komunizmem, ponieważ ten zagrażał interesom Japonii oraz państwom jej podległym (Korei i Mandżurii). W lipcu 1920 Japończycy zostali zmuszeni do podpisania tak zwanej umowy gongockiej (od nazwy wsi Gongota), w celu spokojnej ewakuacji swych wojsk z Zabajkala. Oznaczało to rychłą przegraną Białych generała Grigorija Siemionowa. Następnie Japonia rozpoczęła udzielanie wsparcia militarnego utworzonemu przez siebie Tymczasowemu Rządowi Priamuru (z siedzibą we Władywostoku), będącego odpowiedzią na probolszewicką marionetkową Republikę Dalekiego Wschodu. W październiku 1922 rozwiązano Rząd Tymczasowy Priamuru ze względu na wysokie koszty jego utrzymania. Następnie z Władywostoku ewakuowano cały japoński personel.